# Новоникольское (Акмолинская область)
Новоникольское (каз. Новоникольское) — село в Сандыктауском районе Акмолинской области Казахстана. Административный центр Новоникольского сельского округа. Код КАТО — 116453100.

## География
Село расположено возле озера Кумдыколь, в 23 км на север от центра района села Балкашино. 

### Улицы[3][4]
- ул. Бейбитшилик,
- ул. Достык,
- ул. Жастар,
- ул. Женис,
- ул. Жибек жолы,
- ул. Наурыз,
- ул. Тауелсиздиктин 25 жылдыгы,
- ул. Атамекен,
- ул. Ыбырая Алтынсарина.

### Ближайшие населённые пункты
- село Мысок в 1 км на северо-западе,
- село Кумдыколь в 4 км на севере,
- село Смольное в 9 км на юго-западе,
- село Сандыктау в 14 км на юго-востоке.

## История
Было образовано в 1957 году.. В советское время в посёлке действовал совхоз «Ново-Никольский», директором которого был Герой Социалистического Труда Иван Селиверстович Говаруха.

## Население
По переписи 1989 года в селе проживало 845 человек, 75 % населения — русские.
В 1999 году население села составляло 727 человек (356 мужчин и 371 женщина). По данным переписи 2009 года, в селе проживало 585 человек (291 мужчина и 294 женщины).
| Численность населения | Численность населения | Численность населения |
| 1989                  | 1999                  | 2009                  |
| --------------------- | --------------------- | --------------------- |
| 845                   | ↘727                  | ↘585                  |

## Известные уроженцы
В селе в 1912 году родился, и в конце 1920-х годов работал в избе-читальне и в местном Сельсовете будущий писатель С. Н. Самсонов.